# 1497
سنة 1497 كانت سنة بسيطة تبدأ يوم الأحد (الرابط يظهر نموذج التقويم الكامل للسنة) من التقويم اليولياني.

## مواليد
- هانس هولباين الصغير

## وفيات
- ألبرت برودفسكي
- إسحق باشا
- بياتشريتى دي إستى
- جوهانس مارتيني ملحن بلجيكي
- جيوفاني بورجيا
- خوان، أمير أستورياس
- شمس الدين السخاوي
- عبد العزيز المتوكل على الله
- غاليوتو مارزيو
- فيليب الثاني، دوق سافوي
- لي ثانه تونج
- محمد بن بركات
- يوهانس أوكيغهيم